# Lebuh Chulia
Lebuh Chulia és un dels carrers més antics de la ciutat de George Town (Malàisia). Creat poc després de la fundació de la ciutat el 1786, forma part de l'enclavament del barri de Little India, conegut pel seu caràcter multicultural a causa de les influències índia, musulmana i xinesa.
Lebuh Chulia té una gran concentració d'allotjaments turístics ja que diverses botigues al llarg del carrer s'han reconvertit en hostals i hotels, juntament amb comerços com bugaderies, restaurants, bars i agències de viatges. També és conegut per ser un paradís gastronòmic de l'illa de Penang a causa de les nombroses parades ambulants i restaurants al llarg del carrer que serveixen cuina local.

## Història

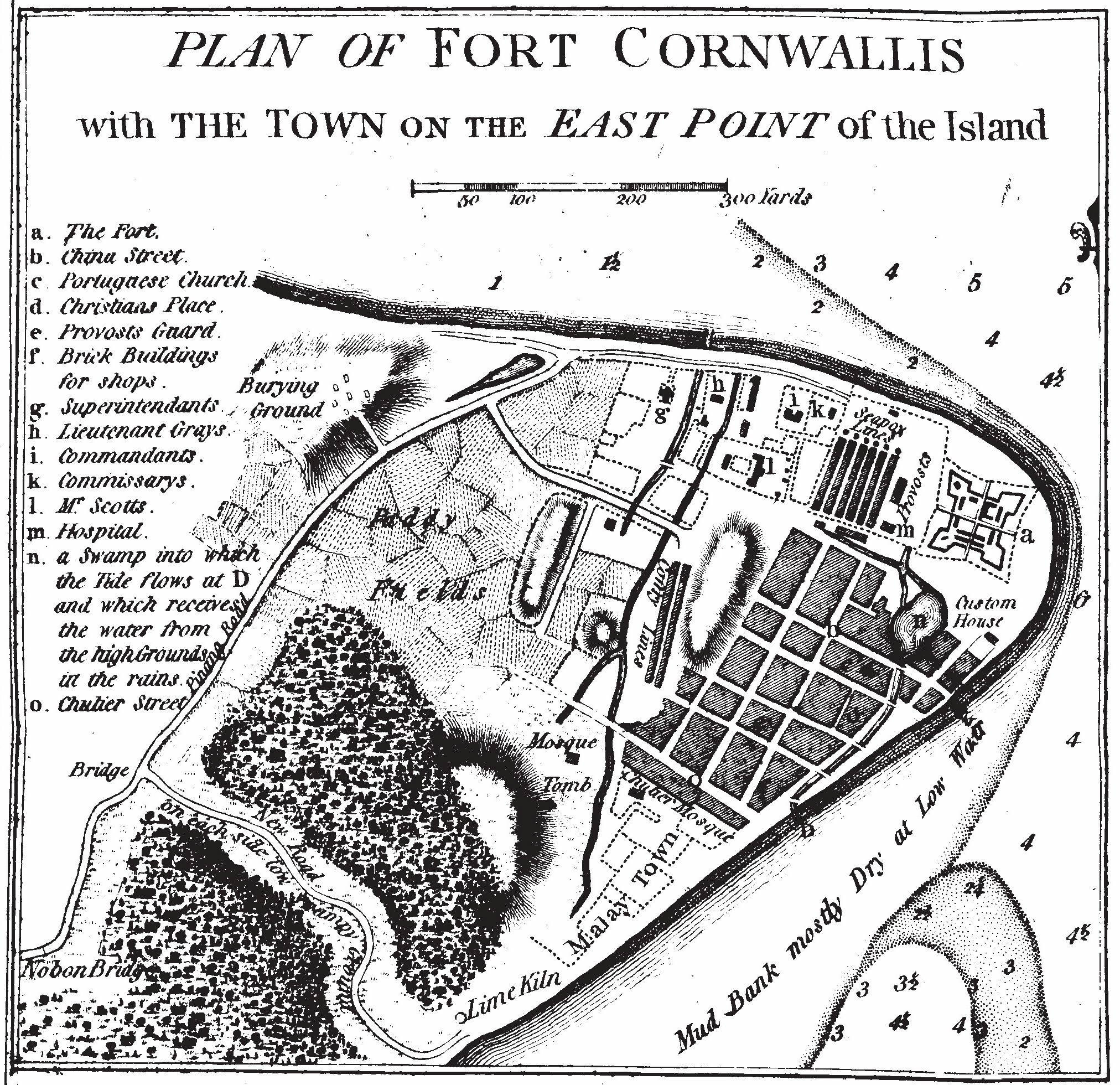
Lebuh Chulia va formar originàriament els límits meridionals de George Town, com es pot veure en aquest mapa de 1799 de l'assentament.

El carrer va rebre al principi el nom de Malabar Street, en honor als indis de la Costa Malabar que es van traslladar a George Town i marcava els límits meridionals originals del nou assentament de George Town. El terme Chulia és una corrupció de chulier, que antigament s'utilitzava per referir-se als indis originaris de les zones costaneres de Tamil Nadu a l'Índia. Aquesta regió en particular formava part anteriorment del regne Chola, d'aquí el terme chulier.

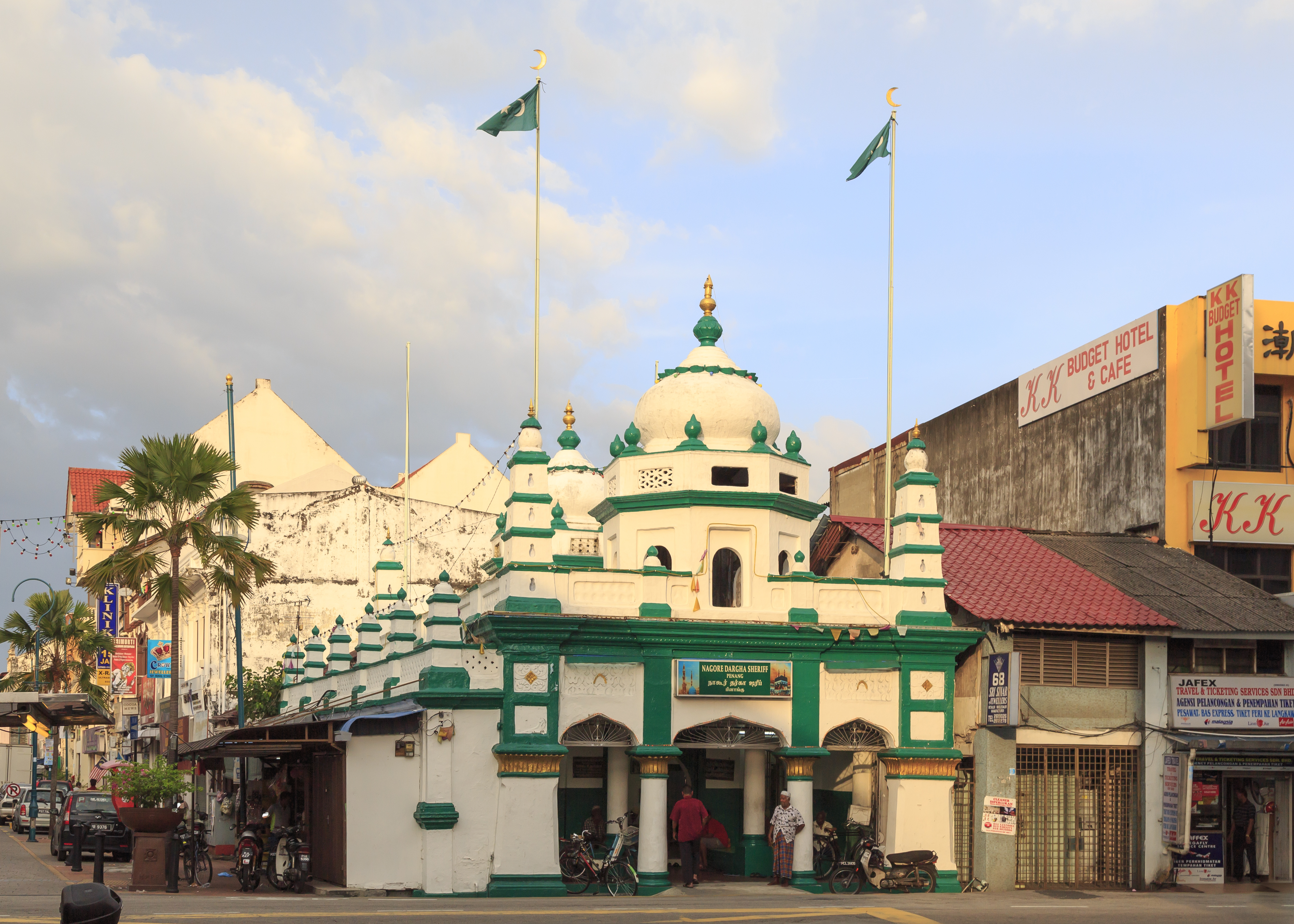
La mesquita de Nagore Durgha, construïda el 1803, és un dels edificis musulmans més antics de George Town.

El carrer va passar a anomenar-se Chulia Street el 1798, ja que els britànics van reconèixer que la majoria dels indis que s'hi van traslladar eren, de fet, de Tamil Nadu. Els primers habitants eren musulmans i van construir diversos edificis religiosos al llarg del carrer Chulia, com la mesquita de Nagore Durgha i la tomba de la família Noordin. Mentre que la població de musulmans indis al llarg del carrer Chulia va començar a disminuir a finals del segle XIX, els xinesos ètnics s'hi van traslladar simultàniament contribuint així al caràcter multicultural del carrer Chulia.